# 北海道道1127号初田牛厚床線
北海道道1127号初田牛厚床線（ほっかいどうどう1127ごう はったうしあっとこせん）は、北海道根室市内を結ぶ一般道道（北海道道）である。

## 概要

### 路線データ
- 起点：北海道根室市初田牛（北海道道142号根室浜中釧路線交点）
- 終点：北海道根室市厚床1丁目（国道44号交点）
- 総延長：7.2km

## 歴史
- 1994年（平成6年）4月1日 路線認定[1]。
  - 以前は997号落石厚床線の一部だったのを廃止し[2]、新たに認定した。

## 地理

### 通過する自治体
- 根室振興局
  - 根室市

### 主な接続道路
根室市
- 北海道道142号根室浜中釧路線 - 初田牛
- 国道44号 - 厚床